# Église Notre-Dame de Roizy
L'église Notre-Dame est une église gothique de la fin du XIIe siècle ou début du XIIIe siècle située à Roizy, en France.

## Description
Le portail est sobre, surmonté de trois tores appuyés sur des colonnettes, et surmontés d'une archivolte. Le clocher est au-dessus du transept.
À l'intérieur, les grandes arcades de la nef sont en arc brisé. Elles sont portées par des piles carrées à impostes moulurées et sont surmontées par des fenêtres ébrasées. L'ensemble est simple mais marque une évolution vers le style gothique. La nef et les bas-côtés de la nef sont plafonnées.  
La nef s'ouvre, là encore par un arc brisé, sur le transept et le chœur à cinq pans, baignés de lumière et voûtés sur croisée d'ogives. La modénature et les chapiteaux sont remarquables. Les chapiteaux sont ornés de têtes humaines et de monstres, annonçant le XIIIe siècle.

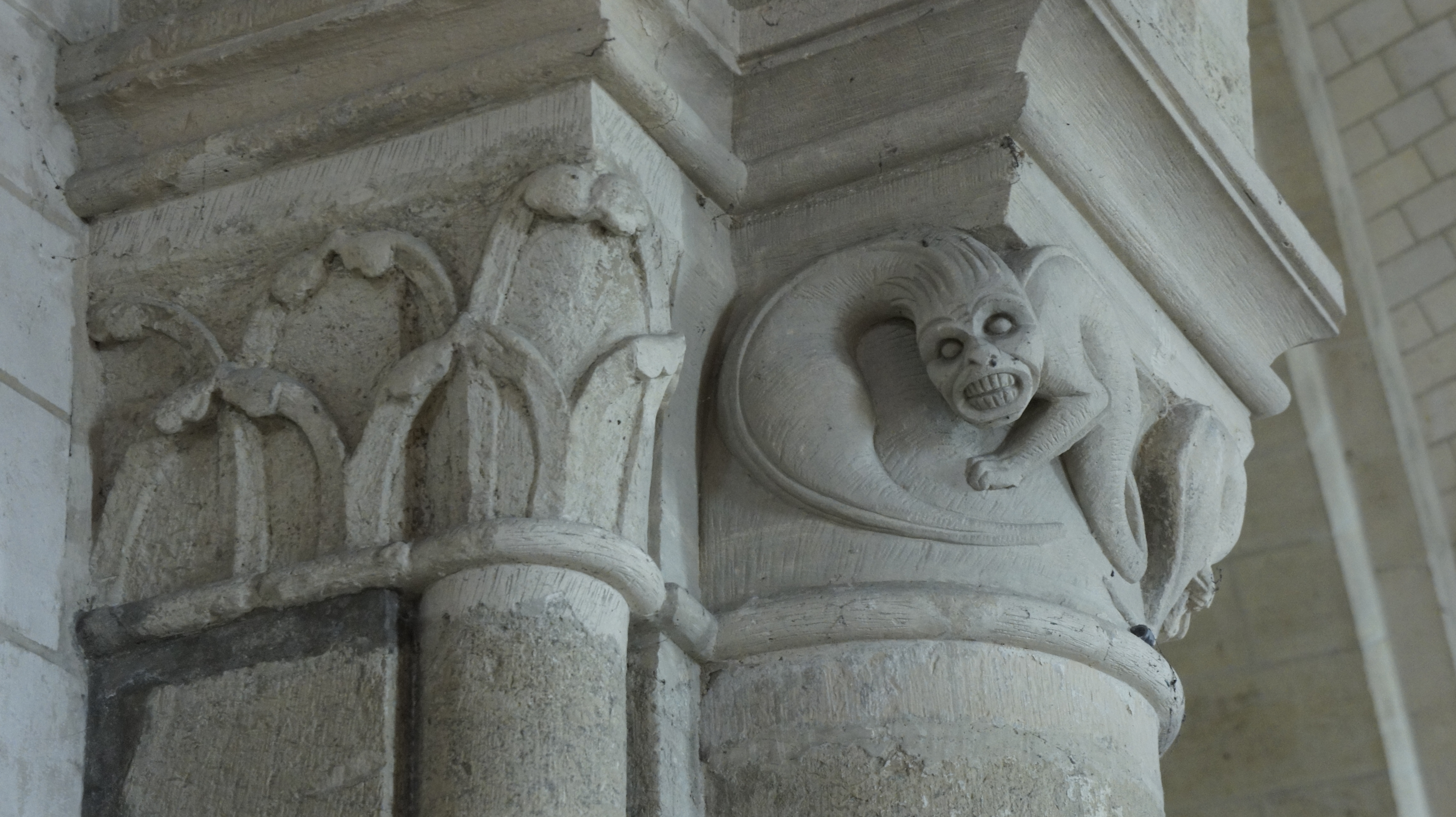
Monstre sur un chapiteau.
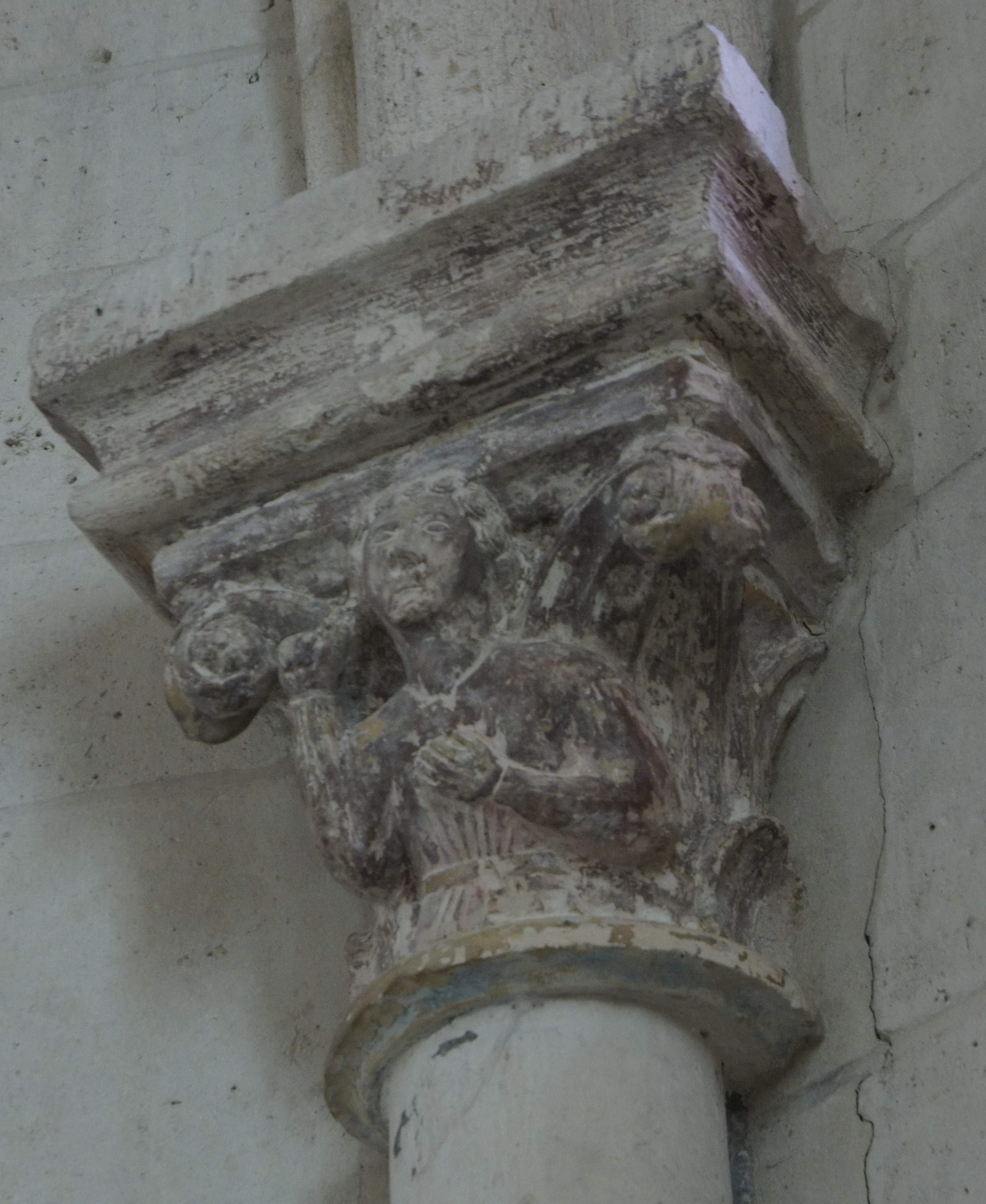
Bénissant.
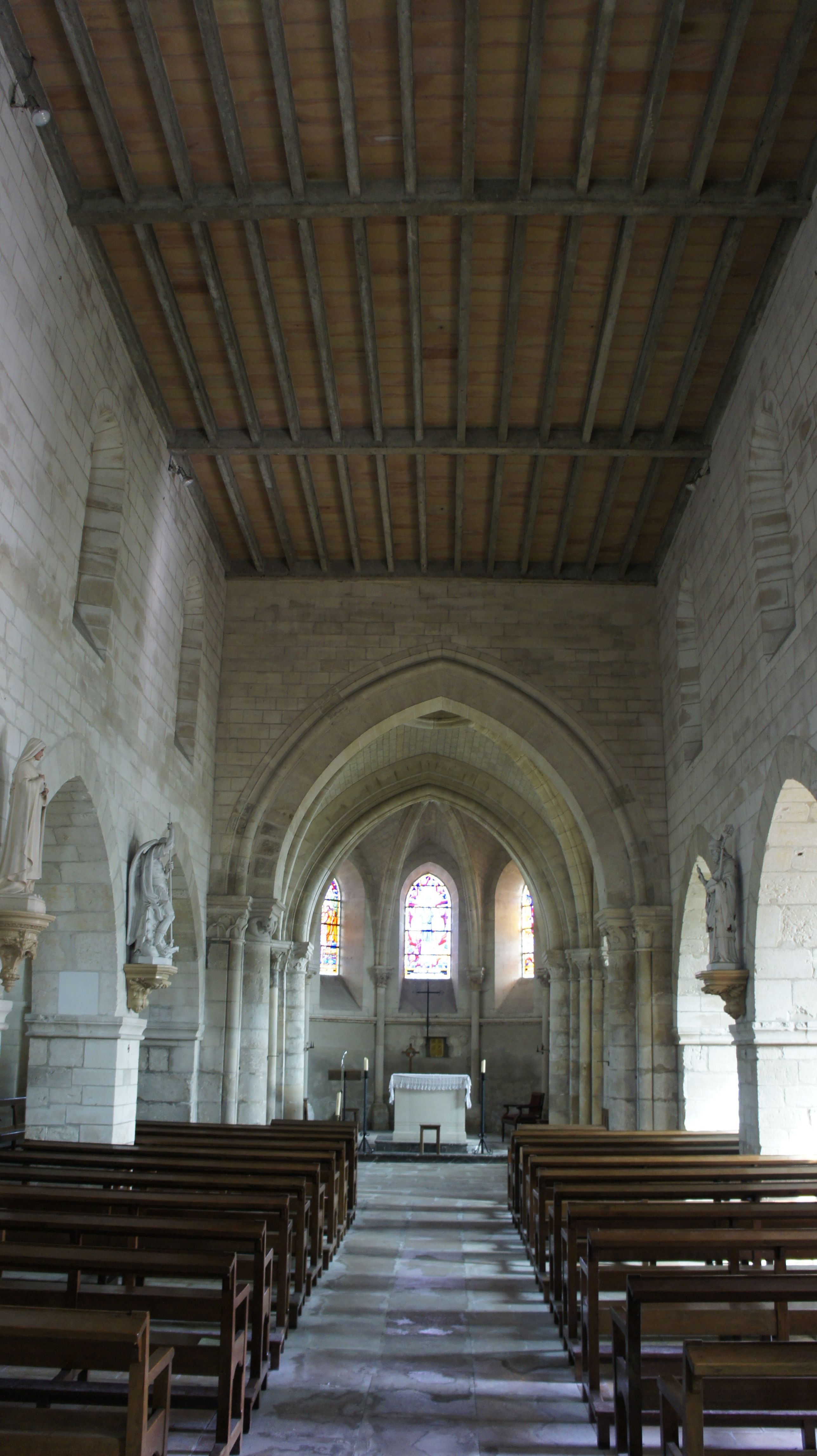
La nef vers le chœur.

À l'intérieur, on peut noter une statue représentant une Vierge à l'enfant, du XVIIIe siècle.

## Localisation
L'église est située dans le département français des Ardennes, sur la commune de Roizy, au nord du village, à l'intersection de la Grande Rue et de la rue de Saint-Loup.

## Historique
L'église est probablement de la fin du XIIe siècle ou début du XIIIe siècle. Elle a été classée en 1920 au titre des monuments historiques  et restaurée en 1930..